# Historica Olomucensia
Historica Olomucensia je český odborný historický časopis, vycházející od roku 2009. Navazuje na časopis Acta Universitatis Palackianae Olomucensis - Historica, Sborník prací historických, který vycházel od roku 1960.
Od roku 2009 vychází nejméně 2× ročně.  Od dubna 2015 je zařazen do prestižní evropské databáze odborných časopisů ERIH PLUS (European Reference Index for the Humanities and the Social Sciences). Šéfredaktorkou časopisu je Ivana Koucká.